# Ambrosius Rosenmund
Ambrosius Rosenmund (* 10. April 1846 in Liestal; † 8. März 1896 ebenda) war ein Schweizer Chemiker, Tuchfabrikant und Politiker.

## Leben

### Familie
Ambrosius Rosenmund war der Sohn des Färbers Ambrosius Rosenmund und dessen Ehefrau Ursula (* 1818), die Tochter des Metzgers Johann Heinrich Baumgartner († 1855).
Er war seit 1893 mit Elisabeth, der Tochter von Marcus Louis Mange aus St. Gallen, verheiratet. Nach seinem Tod führte seine Witwe die Tuchfabrik weiter.

### Werdegang
Nach dem Besuch der Industrieschule der Kantonsschule Zürich (siehe Kantonsschule Rämibühl), absolvierte Ambrosius Rosenmund von 1866 bis 1868 ein Chemiestudium am Polytechnikum Zürich (siehe ETH Zürich) und war anschliessend in einer Tuchfabrik in Brünn in Mähren bis Ende der 1860er Jahre tätig.
Er übernahm, nach der Rückkehr aus dem Ausland, die Färberei, Bleicherei und Walke seines Vaters am Gewerbekanal von Niederschönthal in Liestal und gründete später eine Tuchfabrik.
Er war im Verwaltungsrat der Schmalspurbahn Waldenburgerbahn und Mitglied der Redaktionskommission der anfangs radikalen und später freisinnig-demokratischen Zeitung Der Landschäftler.
Ambrosius Rosenmund war Major der Artillerie in der Schweizer Armee.

### Politisches und gesellschaftliches Wirken
Ambrosius Rosenmund führte lange Jahre die kantonale radikale Partei und wurde 1872 freisinniger Baselbieter Landrat, trat jedoch noch im selben Jahr zurück.
Von 1875 bis 1896 war er erneut Landrat und präsidierte diesen fünfmal; zum Zeitpunkt seines Todes war er Vizepräsident.
Er war von 1887 bis 1888 sowie von 1889 bis 1892 Verfassungsrat und vom 4. Dezember 1882 bis zum 3. Dezember 1893, als Nachfolger von Emil Frey, den er zuvor bei dessen Wahl unterstützt hatte, Nationalrat. Als entschiedener Gegner war er gegen die Revision der Verfassung des Kantons Basel-Landschaft, dies führte dazu, dass seine Popularität nachliess und er 1894 seine Wiederwahl als Nationalrat verlor; ihm folgte Walter Meyer.
Als Präsident des Verwaltungsrats des Gas- und Lichtwerks Liestal förderte er die Einführung der Gasbeleuchtung sowie der Elektrizität und trat für die Schaffung eines Waffenplatzes in Liestal ein.
Er war ein Vertrauter und militärischer Berater von Wilhelm Hertenstein.